# Porno-panda

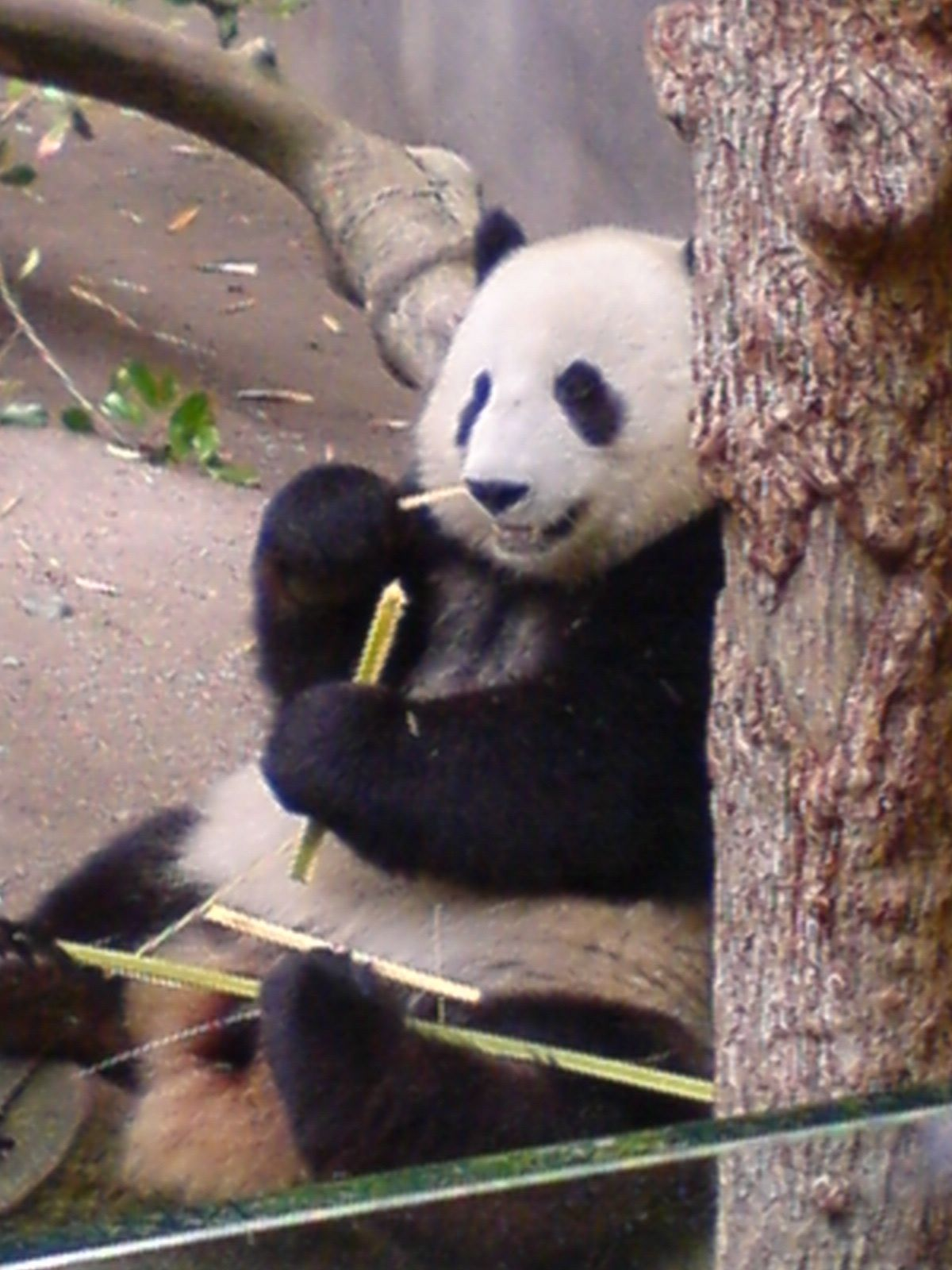
Pandas géants au Zoo de San Diego

La pornographie panda (ou porno-panda) fait généralement référence à des films mettant en scène l'accouplement de pandas, destinés à promouvoir l'éveil sexuel des pandas géants dans les zoos.
En condition de captivité, ces animaux ont, en règle générale, montré un intérêt limité pour l'accouplement, mettant ainsi leur espèce en danger d'extinction.

## Histoire
Cette méthode a été popularisée à la suite des rapports d'une expérience menée par des zoologues en Thaïlande, dans laquelle plusieurs vidéos d'accouplement ont été montrées à des pandas qui leur avaient été prêtés depuis 10 ans par le zoo de Chiang Mai. Les responsables du zoo chinois avaient initialement espéré que le climat chaud de la Thaïlande augmenterait la sécrétion hormonale des pandas, augmentant leur désir de s'accoupler. Mais, même après dix années en Thaïlande, les animaux n'avaient toujours pas fondé de famille. C'est pour cette raison que le porno-panda est expérimenté par les thaïlandais, qui espèrent pouvoir reproduire l'expérience déjà faite en Chine,.
En effet, les chinois ont déjà essayé avec un certain succès cette méthode. Les chercheurs, auteurs du projet, ont précisé qu'ils ont réussi par ce biais à ce que certains pandas se reproduisent, mais la méthode n'a pour l'instant pas pu être reproduite hors de Chine, où 31 petits sont nés dans les 10 mois suivant le début de l'expérience, contre seulement 9 naissances en 2000 et 12 en 2005. D'autres méthodes, dont notamment l'usage de Viagra, pour stimuler les pandas, n'ont pour l'instant pas montré de résultat. Aux États-Unis et au Japon, la reproduction du panda est réalisée artificiellement.